# Hårkrokgäling
Hårkrokgäling (Nephtys ciliata) är en ringmaskart som först beskrevs av Otto Friedrich Müller 1776. Hårkrokgäling ingår i släktet Nephtys och familjen Nephtyidae. Arten är reproducerande i Sverige. Inga underarter finns listade i Catalogue of Life.